# Magyaria atlantica
Magyaria atlantica är en kvalsterart som beskrevs av Pérez-Íñigo 1983. Magyaria atlantica ingår i släktet Magyaria och familjen Haplozetidae. Inga underarter finns listade i Catalogue of Life.